# BMW 319/1

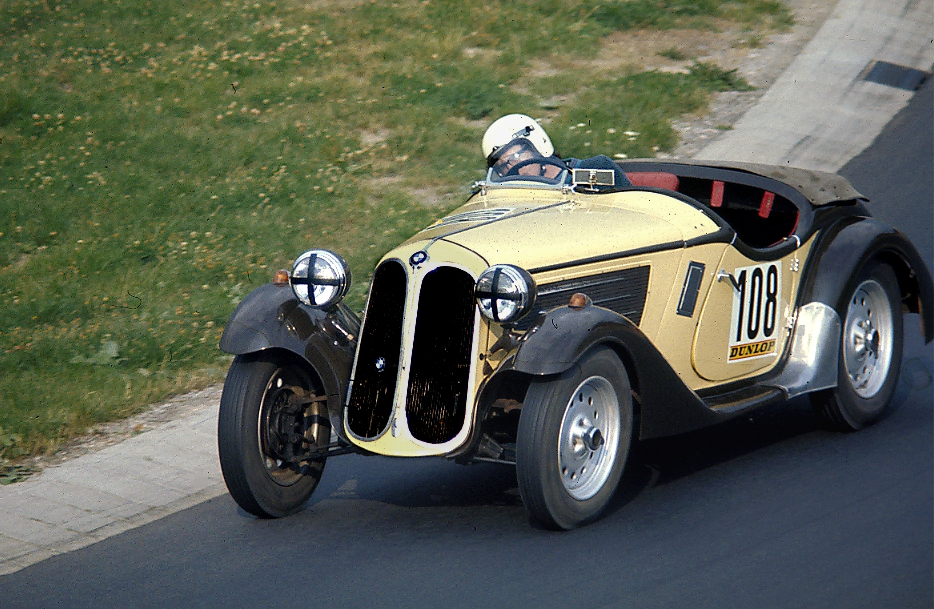
BMW 319/1 mit Rechtslenkung beim Oldtimer-Grand-Prix des AvD 1976 in der Nürburgring-Südkehre

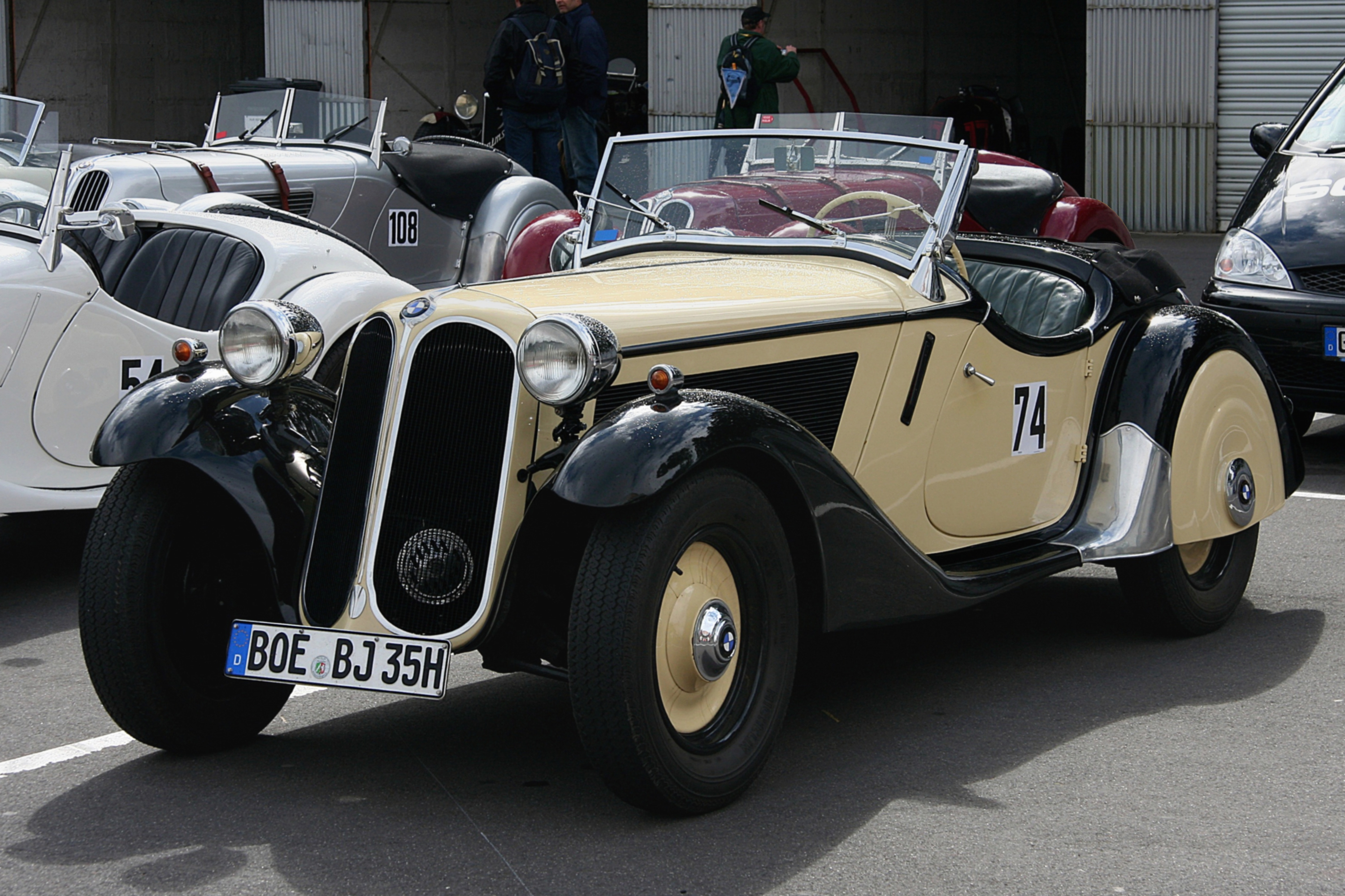

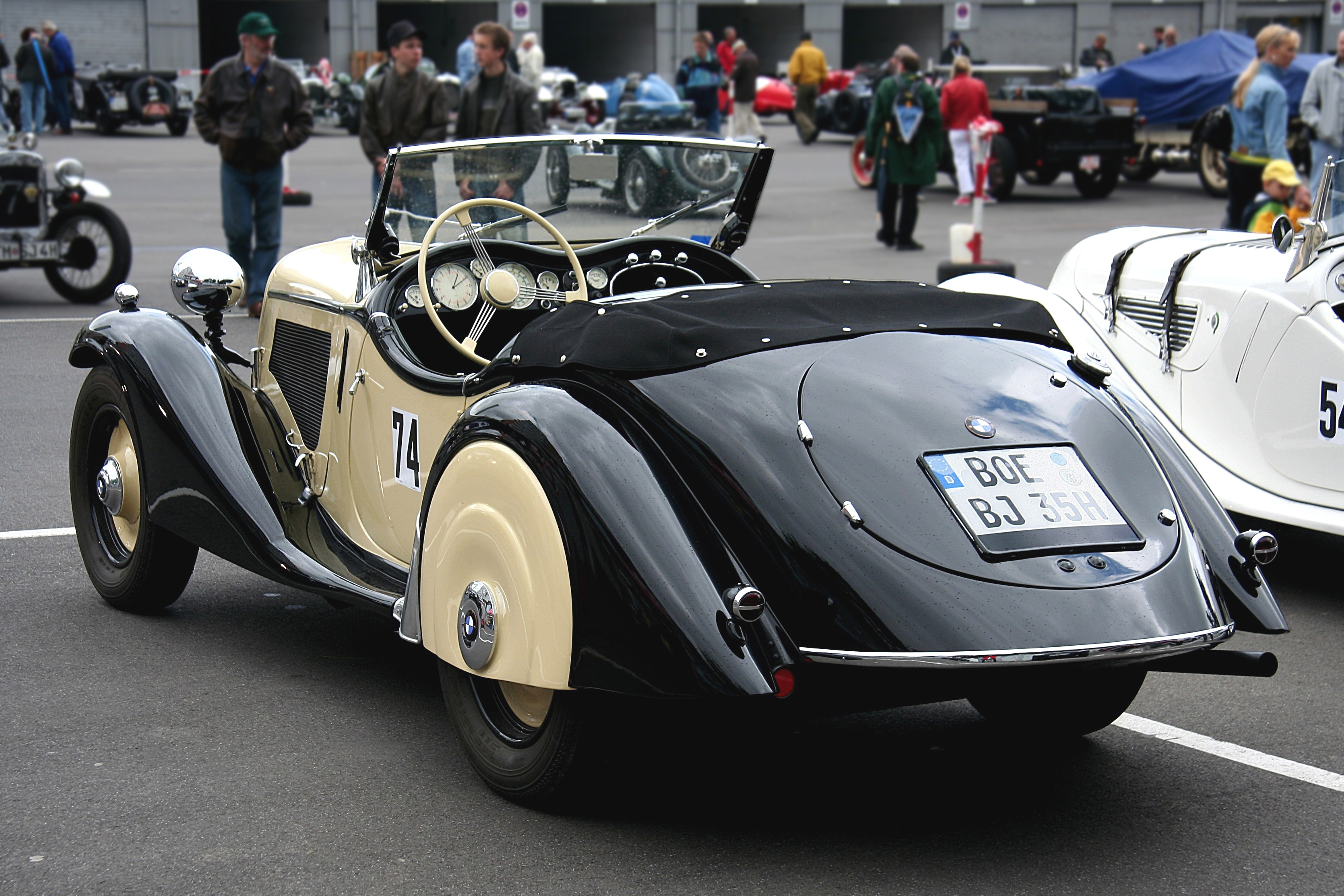
Die Bilder aus dem historischen Fahrerlager des Nürburgrings zeigen einen mit dem 319/1 äußerlich fast baugleichen BMW 315/1. Der Tank im Heck, das Petri-Lenkrad und der Türgriff sind nachgerüstet.

Der BMW 319/1 war ein kleiner Roadster, den BMW in Eisenach von Ende 1934 bis Juli 1936 als stärker motorisierte Ausführung des BMW 315/1 baute. Er war der erste richtige Sportwagen von BMW, der auch bei Rennen eingesetzt wurde.

## Geschichte
Zum Ende des Jahres 1934 entwickelte BMW den 319/1 mit dem weiter hubraumvergrößerten Sechszylindermotor des BMW 315/1. Äußerlich unterschied er sich durch drei waagerechte Chromstreifen auf den seitlichen Kühlergittern von dem kleineren Modell. In der kurzen Produktionszeit von wenig mehr als einem Jahr wurden 178 Wagen hergestellt. Damit ist das Fahrzeug heute extrem selten und fast nur noch in Museen zu finden.
Aus dem 319/1 wurde der BMW 328 entwickelt, der noch erfolgreicher an Rennen teilnahm als sein Vorgänger.

## Technik
Der Motor mit einem Hubraum von 1911 cm³ (Bohrung 65 mm, Hub 96 mm) hatte hängende Ventile, die von einer seitlichen Nockenwelle über Stoßstangen und Kipphebel gesteuert wurden, sowie drei Solex-Flachstromvergaser 30 BFRH und war höher verdichtet (1 : 6,8 anstatt 1 : 5,6) als beim späteren 319, wodurch sich eine Leistung von 55 PS (40 kW) bei 4000 min−1 ergab. Die Nockenwelle wurde von einer Duplexkette angetrieben. Der Motor war wassergekühlt (7,5 Liter mit Pumpe) und hatte eine Druckumlaufschmierung (Ölinhalt 4 Liter).
Die Kraft wurde über eine Einscheibentrockenkupplung, ein Hurth-Vierganggetriebe und eine Kardanwelle an die Hinterräder übertragen. Der dritte und der vierte Gang des Getriebes waren synchronisiert.
Das Fahrwerk bestand in Verbindung mit einem Rohrrahmen mit Querträgern aus einer vorderen Einzelradaufhängung an unteren Querlenkern und einer Querblattfeder oben, einer Starrachse mit Halbelliptikfedern hinten, hydraulischen Hebelstoßdämpfern vorn und hinten sowie Zahnstangenlenkung. Die Fußbremse wirkte mechanisch auf Trommelbremsen an allen vier Rädern, die Handbremse mit Seilzug auf die Hinterräder. Die bewegten Teile des Fahrwerks wurden zentral geschmiert. Der Wagen hatte Scheibenräder mit Tiefbettfelgen der Größe 325 D ×16 und Reifen der Größe 5,25–16. Der Wendekreis betrug 10,6 Meter.
Serienmäßig hatte der Wagen eine Roadsterkarosserie mit hinten angeschlagenen Türen ohne Seitenscheiben und Abdeckungen für die Hinterräder, um den Luftwiderstand zu verringern. Der Wagen konnte aber auch mit einer Sonderkarosserie von Drauz als zweisitziges Cabriolet geliefert werden. Der Tank des Roadsters, der auch im Motorsport eingesetzt wurde, fasste 50 Liter; er war serienmäßig im Motorraum eingebaut. Die Höchstgeschwindigkeit des BMW 319/1 lag bei 130 km/h.
Der Roadster kostete 5.800 RM und war 1.650 RM teurer als die zweitürige Limousine BMW 319, die von 1935 bis 1937 gebaut wurde.
Wegen des niedrigen Gewichtes von 780 kg und des daher guten Leistungsgewichtes ließ sich das Fahrzeug sehr wendig bewegen. Damit bildete es die ideale Grundlage für die Teilnahme am Motorsport.

## Technische Daten
| Motor                        |                                                         |
| Bauform                      | 6-Zylinder-Reihenmotor                                  |
| Einbaulage                   | Front                                                   |
| Taktung                      | 4                                                       |
| Ventile                      | 2 pro Zylinder                                          |
| Bohrung × Hub                | 65 × 96 mm                                              |
| Hubraum                      | 1911 cm³                                                |
| Kühlung                      | Wasser                                                  |
| Treibstoffart                | Benzin                                                  |
| Verbrauch/100 km             | 12 Liter                                                |
| Max. Drehmoment              | 98 Nm                                                   |
| Maximalleistung bei Drehzahl | 55 PS bei 4000/min                                      |
| Verdichtung                  | 6,8 : 1                                                 |
| Batterie                     | 6 V 75 Ah                                               |
| Ventilsteuerung              | Stoßstangen und Kipphebel, seitliche Nockenwelle        |
| Getriebe                     |                                                         |
| Getriebe                     | manuelles Schaltgetriebe                                |
| Vorwärtsgänge                | 4                                                       |
| Rückwärtsgänge               | 1                                                       |
| Antrieb                      | Hinterrad                                               |
| Fahrwerk                     |                                                         |
| Vorderachse                  | Einzelradaufhängung, untere Querlenker, obere Querfeder |
| Hinterachse                  | Starrachse, Blattfedern                                 |
| Bremse vorne                 | Trommeln                                                |
| Bremse hinten                | Trommeln                                                |
| Maße und Gewicht             |                                                         |
| Länge                        | 3800 mm                                                 |
| Breite                       | 1440 mm                                                 |
| Höhe                         | 1350 mm                                                 |
| Radstand                     | 2400 mm                                                 |
| Spurweite vorne              | 1153 mm                                                 |
| Spurweite hinten             | 1220 mm                                                 |
| Leergewicht                  | 780 kg                                                  |
| Tankinhalt                   | 50 l                                                    |
| Karosserie                   | Roadster auf Rohrrahmen                                 |

## Motorsport
Im Motorsport war vor allem Ernst von Delius mit dem BMW 319/1 erfolgreich. Beim Eifelrennen am 16. Juni 1935 auf dem Nürburgring belegte er Platz eins vor  Paul von Guilleaume auf Adler und am 30. Juni 1935 beim Kesselbergrennen vor seinem Markengefährten Ernst Henne, jeweils in der Klasse der Sportwagen bis zwei Liter Hubraum. Auf der Nordschleife des Nürburgrings fuhr von Delius die fünf Runden über 114,050 Kilometer in 1:07:29,0 Stunden, was eine Durchschnittsgeschwindigkeit von 101,4 km/h bedeutete.
Der BMW 319/1 wurde auch sehr erfolgreich bei Rennen in England eingesetzt. Die Fahrzeuge wurden vom Generalimporteur Frazer Nash in England aufgebaut. Sie wurden dabei nicht nur auf Rundkursrennen, sondern auch bei vielen Streckenrennen eingesetzt. Einer der bekanntesten Fahrer war H. J. Aldington, der Frazer Nash zu dieser Zeit leitete. Auch die kanadische Rennfahrerin Key Petre war mit dem BMW 319/1 sehr erfolgreich.
Harold John Aldington fuhr einen BMW 319/1 beim Kesselbergrennen 1935.